# 雷特姆
阿勒尔河畔雷特姆（德語：Rethem (Aller)），通称雷特姆（德語：Rethem，發音：[ˈʁeːtəm] ⓘ），是德国下萨克森州海德县的城市，面积34.08平方千米，2023年12月31日人口为2,387人。